# ライバッハ (バンド)
ライバッハ（Laibach）は、1980年にユーゴスラビア（現在：スロベニア）の旧炭鉱町トルボヴリェで結成された実験音楽バンド。ライバッハとはスロベニアの首都リュブリャナのドイツ語名である。

## 概要
1980年、トマシュ・ホストニクとデヤン・クネツを中心に結成。Eber、Saliger、Dachauer、Kellerによって構成されている。1982年にホストニクは自殺、その後、ミラン・フラスが、ボーカルを担当。メンバーは、匿名であるが『Spectre』（2014年）では、作詞者やパフォーマーとしてメンバー名が記載された。
初期の作品は、インダストリアル・ミュージックの傾向が強く、前衛音楽的とも言える。『オーパス・ディ』でハンマー・ビートを用いるようになった。1990年代からは300,000V.K.が手がけていたエレクトロニック・ミュージックの要素を多く取り入れている。『WAT』では、テクノDJユーメック（Umek)らがアルバムをプロデュースしている。グループは活動を新スロベニア芸術という芸術運動の一部に位置づけて、制服の着用などの全体主義を想起させるモチーフの多用していた。グループ名も、スロベニア各地を占領しドイツ化を推し進めたナチス・ドイツを連想させるとして、第二次世界大戦以降は使用が控えられてきたものである。これらの表現は、ファシズムに対するパロディの一環であると主張しているが、誤解されたり、右翼、左翼の双方から攻撃される原因となり、ユーゴスラビア時代には政府から監視される原因となった。
2015年8月15日、北朝鮮において、日本の植民地支配から解放されたことを祝う「祖国解放記念日（リベレーション・デイ）」に初めて海外から招くロックバンドになる。
日本では、1986年にバップから『ノヴァ・アクロポラ』が、1987年にアルファレコードから『オーパス・ディ』がLP盤で発売され、2018年に映画『北朝鮮をロックした日 ライバッハ・デイ』が、劇場公開された。

## ディスコグラフィ

### アルバム
- Laibach (1985年、ŠKUC)
- 『ノヴァ・アクロポラ』 - Nova Akropola (1986年、Cherry Red)
- 『オーパス・ディ』 - Opus Dei (1987年、Mute)
- 『レット・イット・ビー』 - Let It Be (1988年、Mute)
- Sympathy for the Devil (1989年、Mute)
- 『キャピタル』 - Kapital (1992年、Mute)
- 『NATO (北大西洋条約機構)』 - NATO (1994年、Mute)
- Jesus Christ Superstars (1996年、Mute)
- WAT (2003年、Mute)
- Volk (2006年、Mute) ※世界各国の国歌をアレンジしたもの
- Laibachkunstderfuge (2008年、Dallas) ※バッハの『フーガの技法』をアレンジしたもの
- Spectre (2014年、Mute)
- 『サウンド・オブ・ミュージック』 - The Sound of Music (2018年、Mute)
- Party Songs (2019年、Mute) ※EP
- Laibach Revisited (2020年、Mute)
- Wir sind das Volk (2022年、Mute)
- Sketches of the Red Districts (2023年、God)
- Love Is Still Alive (2023年、Mute) ※EP

### サウンドトラック
- Krst pod Triglavom – Baptism/Klangniederschrift einer Taufe (1986年、Walter Ulbricht Schallfolien / Sub Rosa) ※通称『Baptism』。ノイエ・スロヴェニッシュ・クンストによる舞台のサウンドトラック
- Macbeth (1990年、Mute) ※舞台『マクベス』サウンドトラック
- Iron Sky – The Original Soundtrack (2012年、Mute) ※映画『アイアン・スカイ』サウンドトラック
- Also Sprach Zarathustra (2017年、Mute) ※ニーチェの『ツァラトゥストラはこう語った』をテーマにした舞台のサウンドトラック

### ライブ・アルバム
- Neu Konservatiw (1985年)
- The Occupied Europe Tour 83-85 (1990年、The Grey Area)
- Ljubljana-Zagreb-Beograd (1993年、The Grey Area)
- M.B. 21 December 1984 (1997年、The Grey Area)
- The John Peel Sessions (2002年、Strange Fruit)
- Volk Tour London CC Club 16 April 2007 (2007年、Live Here Now)
- Monumental Retro-Avant-Garde – Live at London Tate Modern 14 April 2012 (2012年、Abbey Road Live Here Now)
- We forge the future (2021年、God)

### コンピレーション・アルバム
- Rekapitulacija 1980–1984 (1985年)
- Slovenska Akropola (1987年、ŠKUC)
- Anthems (2004年、Mute)
- Gesamtkunstwerk – Dokument 81–86 (2011年、Vinyl-on-demand)
- An Introduction to... Laibach (2012年、Mute)

## 映画出演
- 『北朝鮮をロックした日 ライバッハ・デイ』 - Liberation Day (2016年、ノルウェー、ラトビア、監督：モルテン・トローヴィク、ウギス・オルテ)